# アイ・ラヴ・ユー (映画)
『アイ・ラヴ・ユー』は、1999年に公開された日本映画。監督は大澤豊と米内山明宏。
ロケは静岡県磐田郡豊田町（現・磐田市）を中心に行われた。

## あらすじ
朝子と隆一と愛は3人家族。
隆一は消防署に勤務、愛は小学生、朝子は聾者。
3人が劇団を通して愛を深めていく物語。

## スタッフ
- プロデューサー：佐々木裕二・川崎多津也
- 監督：大澤豊・米内山明宏
- 脚本：岡崎由紀子
- 原作：岡崎由紀子（『アイ・ラヴ・ユー』ひくまの出版刊）
- 撮影監督：岡崎宏三
- 主題歌：稲垣潤一「小さな奇蹟」（テイチク）
- 挿入歌：稲垣潤一「FAIRY」（テイチク）
- 挿入歌：sarah「がんばらなくてもいいよ」（Zeebra Zone）

## キャスト
- 水越朝子：忍足亜希子
- 水越隆一：田中実
- 水越愛：岡崎愛
- 森田雄功：不破万作
- 佐々木勝子：高野幸子
- 桜庭小百合：関千里
- 今野夏美：植村梨奈
- 桜庭崇：砂田アトム
- 村上今日子：西村知美
- 服部琢也：本宮泰風
- 花岡美由紀：八木小織
- 田島清春：宍戸開
- 村上昇：久保明
- 村上悦子：高田敏江
- 今野宏：新克利
- 今野智子：根岸季衣
- 鶴見英子：五十嵐めぐみ
- 山田課長：真実一路
- 森田恵子：あき竹城
- 高村新太郎：多々良純
- 三浦比佐子：雪絵ゆき
- 牛山光枝：坂上せつ子
- 小川良：佐久間哲
- 黒柳徹子：黒柳徹子（本人役・特別出演）